# Park Hotel w Sopocie
Park Hotel – dawny kompleks hotelowy w Sopocie przy ówczesnej Südstraße późniejszej ul. Grunwaldzkiej 1-5.

## Historia
W 1823 roku Jean Georg Haffner zakupił od władz miejskich plac na budowę Zakładu Kąpielowego. W następnych latach, spadkobiercy Haffnera wybudowali od ulicy Willę Böttcher, którą w 1877 zakupił Hans Bielefeldt. Stopniowo rozpoczęto nadawanie jej funkcji hotelowych. W 1903 zbudowano obok (ul. Grunwaldzka 5) wolno stojący pensjonat Bielefeldt. Około 1908 willę Böttcher rozbudowano od strony zakładu balneologicznego. W 1912 roku dotychczasowemu pensjonatowi Bielefeld zmieniono nazwę na Park Hotel, zaś po I wojnie światowej nowy właściciel Georg Bade nadał tę nazwę obu budynkom.
W 1920 od strony deptaku na molo dobudowano werandę, której powierzono pełnienie funkcji gastronomicznych. Kolejni właściciele kompleksu budynków to: Heinrich Propper (koniec lat 20.-koniec 30. XX wieku), Schleis (od końca lat 30. XX wieku), i przed końcem II wojny światowej – miasto Sopot.

### Po 1945 roku
Po II wojnie światowej hotel przemieniono na dom wczasowy Komitetu Centralnego Polskiej Partii Robotniczej i Polskiej Zjednoczonej Partii Robotniczej (1945-1955). Po 1956 został przekazany służbie zdrowia, która tam ulokowała szpital reumatologiczny, później działającego pod nazwą Wojewódzki Zespół Reumatologiczny.
Budynek przy ul. Grunwaldzkiej 5 zajmowało miejscowe starostwo, następnie Państwowa Wyższa Szkoła Muzyczna (1947-1966). Następnie objął go Wojewódzki Zespół Reumatologiczny, następnie został wynajęty prywatnej służbie zdrowia.
W latach 1956-2000 w skład obiektów Szpitala Reumatologicznego wchodził też budynek dawnego  Hotel Reichsadler (1906-1945) przy ul. Grunwaldzkiej 12-16.